# سباستین بورناو
سباستین بورناو یک فوتبالیست حرفه ای بلژیکی است که به عنوان مدافع در باشگاه فوتبال وولفسبورگ و تیم ملی فوتبال بلژیک به عنوان دفاع میانی بازی می‌کند.

## دوران حرفه‌ای

### اندرلشت
بورناو اولین بازی حرفه ای خود را برای اندرلشت در برد ۴ بر ۱ در مقابل کورتریک در ۲۸ ژوئیه ۲۰۱۸ در سن ۱۹ سالگی انجام داد. در آن بازی بورناو، ۹۰ دقیقه بازی کرد. بورناو با وجود سن کمش تبدیل به مدافعی کلیدی برای تیمش شد. او در مجموع در ۲۴ بازی لیگ به میدان رفت و ۱ گل برای اندرلشت به ثمر رساند.

### کلن
در ۶ آگوست ۲۰۱۹، بورناو با قراردادی پنج ساله به کلن پیوست. او اولین گل خود در بوندس‌لیگا را در ۲۰ اکتبر ۲۰۱۹ مقابل پادربورن به ثمر رساند. در اولین فصل حضورش در کلن، بورناو خود را به عنوان یک بازیکن ثابت معرفی کرد و به یک بازیکن کلیدی برای باشگاهش تبدیل شد.

### وولفسبورگ
در ۱۶ ژوئیه ۲۰۲۱، کلن، اعلام کرد که بورناو را به وولفسبورگ منتقل کرده‌است و بورناو قراردادی ۵ ساله با آن‌ها امضا نموده‌است.
او اولین گل خود را برای وولفسبورگ در ۲۶ فوریه ۲۰۲۲ مقابل مونشن گلادباخ در هفته بیست و چهارم بوندس‌لیگا ۲۰۲۱–۲۰۲۲ به ثمر رساند.

### تیم ملی بلژیک
بورناو اولین بازی خود را با تیم ملی فوتبال بلژیک در جریان یک تساوی دوستانه با تیم ملی فوتبال ساحل عاج در ۸ اکتبر ۲۰۲۰ انجام داد.